# Campos e Louredo
Campos e Louredo (oficialmente: União das Freguesias de Campos e Louredo) é uma freguesia portuguesa do município de Póvoa de Lanhoso, com 5,06 km² de área e 1391 habitantes (censo de 2021). A sua densidade populacional é 274,9 hab./km².

## História
Foi criada aquando da reorganização administrativa de 2012/2013, resultando da agregação das antigas freguesias de Campos e Louredo.

## Demografia
A população registada nos censos foi:
| Distribuição da População por Grupos Etários | Distribuição da População por Grupos Etários | Distribuição da População por Grupos Etários | Distribuição da População por Grupos Etários | Distribuição da População por Grupos Etários | Distribuição da População por Grupos Etários |
| -------------------------------------------- | -------------------------------------------- | -------------------------------------------- | -------------------------------------------- | -------------------------------------------- | -------------------------------------------- |
| Antes da agregação                           |                                              |                                              |                                              |                                              |                                              |
| Ano                                          | 0-14 anos                                    | 15-24 anos                                   | 25-64 anos                                   | >= 65 anos                                   | Total                                        |
| 2001                                         | 311                                          | 260                                          | 707                                          | 177                                          | 1455                                         |
| 2011                                         | 272                                          | 173                                          | 848                                          | 192                                          | 1485                                         |
| Após a agregação                             |                                              |                                              |                                              |                                              |                                              |
| Ano                                          | 0-14 anos                                    | 15-24 anos                                   | 25-64 anos                                   | >= 65 anos                                   | Total                                        |
| 2021                                         | 177                                          | 181                                          | 755                                          | 278                                          | 1391                                         |